# Рохас, Матиас
Мати́ас Никола́с Ро́хас Роме́ро (исп. Matías Nicolás Rojas Romero; 3 ноября 1995, Асунсьон) — парагвайский футболист, полузащитник клуба «Интер Майами» и сборной Парагвая.

## Биография
Матиас Рохас начинал свою карьеру футболиста в парагвайском клубе «Серро Портеньо». 8 марта 2014 года он дебютировал в парагвайской Примере, выйдя в основном составе в домашней игре с асунсьонским «Насьоналем». 13 марта 2015 года Рохас забил свой первый гол на высшем уровне, открыв счёт в домашней игре с командой «Депортиво Капиата».
С начала 2017 года до июня 2018 года Рохас на правах аренды выступал за аргентинский «Ланус».
11 июня 2019 года Рохас перешёл в аргентинский «Расинг».
3 июля 2023 года Рохас перешёл в бразильский «Коринтианс».
23 апреля 2024 года Рохас на правах свободного агента подписал контракт с клубом MLS «Интер Майами» до конца сезона 2024 с опциями продления на сезоны 2025 и 2026. В высшей лиге США дебютировал 27 апреля в матче против «Нью-Инглэнд Революшн», выйдя на замену на 75-й минуте вместо Роберта Тейлора.